# Кунд (Муреш)
Кунд (рум. Cund) насеље је у Румунији у округу Муреш у општини Бахња. Oпштина се налази на надморској висини од 370 m.

## Становништво
Према подацима из 2002. године у насељу је живело 192 становника.

### Попис2002.
| Расподела становништва по националности 2002.‍ | Расподела становништва по националности 2002.‍ | Расподела становништва по националности 2002.‍ | Расподела становништва по националности 2002.‍ | Расподела становништва по националности 2002.‍ |
| --------------------------------------------- | --------------------------------------------- | --------------------------------------------- | --------------------------------------------- | --------------------------------------------- |
|                                               |                                               |                                               |                                               |                                               |
| Румуни                                        | Румуни                                        |                                               | 96                                            | 50,0%                                         |
| Мађари                                        | Мађари                                        |                                               | 75                                            | 39,1%                                         |
| Роми                                          | Роми                                          |                                               | 9                                             | 4,7%                                          |
| Немци                                         | Немци                                         |                                               | 12                                            | 6,3%                                          |